# Tekao
Tekao – najwyższe wzniesienie na wyspie Nuku Hiva w archipelagu Markizów w Polinezji Francuskiej, o wysokości 1224 m n.p.m. Góra znajduje się w północno-wschodniej części wyspy, w jednym z dwóch charakterystycznych, koncentrycznie ułożonych łańcuchów górskich. 